# Vancomycin
Vancomycin là một kháng sinh được sử dụng để điều trị một số bệnh nhiễm khuẩn. Chúng nên đưa vào cơ thể dưới dạng tiêm tĩnh mạch để điều trị cho các bệnh như nhiễm trùng da phức tạp, nhiễm trùng máu, viêm nội tâm mạc, nhiễm trùng xương và khớp, và viêm màng não do vi khuẩn Staphylococcus aureus kháng methicillin. Có thể kiểm tra máu để xác định liều lượng kháng sinh chính xác. Vancomycin cũng có thể được đưa vào cơ thể qua miệng để điều trị viêm đại tràng do Clostridium difficile gây ra. Khi uống bằng miệng, kháng sinh này được hấp thu rất kém.
Tác dụng phụ thường gặp bao gồm đau ở vùng tiêm và phản ứng dị ứng. Thỉnh thoảng, những tác dụng phụ như mất thính lực, huyết áp thấp hoặc ức chế tủy xương cũng có thể xảy ra. Mức độ an toàn của chúng nếu dùng trong thai kỳ thì chưa rõ ràng, nhưng không có ghi nhận về tác hại khi sử dụng thuốc, và có lẽ là an toàn nếu sử dụng khi cho con bú. Đây là một loại kháng sinh glycopeptide và hoạt động bằng cách ức chế việc "xây dựng" thành tế bào vi khuẩn.
Vancomycin lần đầu tiên được bán vào năm 1954. Nó nằm trong danh sách các loại thuốc thiết yếu của Tổ chức Y tế Thế giới, hay nhóm các loại thuốc hiệu quả và an toàn nhất cần thiết trong một hệ thống y tế. Vancomycin  có sẵn dưới dạng thuốc gốc. Chi phí bán buôn ở thế giới đang phát triển cho một liều tiêm tĩnh mạch là khoảng US $ 1,70 đến 6,00. Tại Hoa Kỳ, thuốc dạng viên đắt hơn dung dịch tiêm tĩnh mạch. Dung dịch tiêm tĩnh mạch có thể được dùng qua đường miệng để điều trị viêm đại tràng C. difficile để giảm chi phí. Vancomycin được thu từ vi khuẩn đất Amycolatopsis orientalis.